# Josef Hora
Josef Hora (Dobříň, 8 luglio 1891 – Praga, 21 giugno 1945) è stato un poeta cecoslovacco nato nell'allora Impero austro-ungarico.

## Biografia
Dopo aver frequentato l'università di Praga, s'iscrisse al partito Comunista di Cecoslovacchia e vi restò fino al 1929, quando dopo aver fatto un viaggio in Unione Sovietica capì quanto il sistema comunista fosse poco democratico: fu espulso dal partito, dopo aver criticato il comunismo. Durante gli anni venti e gli anni trenta aiutò diversi scrittori e poeti cecoslovacchi a pubblicare le proprie opere e a trovare un'abitazione a Praga. In seguito, si schierò anche contro il nazismo, che riuscì a censurare quasi completamente le pubblicazioni nazionali nel 1941, tant'è che Hora decise di ritirarsi, anche per via di una malattia. Morì poco dopo la liberazione della Cecoslovacchia da parte degli Alleati, nel 1945.
Tra le sue opere si ricordano le raccolte L'albero in fiore e Il giorno di lavoro (entrambe del 1920); nella prima Hora evidenziò il suo pensiero vitalista, invece nella seconda iniziò la sua adesione alla corrente proletaria che si protrasse fino al 1929. In questa raccolta e nelle successive, quali Il cuore e il tumulto del mondo, pubblicata nel 1922, Primavera tempestosa del 1923, Hora descrisse gli aspetti negativi della società e dell'evoluzione tecnologica.
Dopo una breve parentesi satirica, una illustrativa di un suo viaggio in Italia, compresa nel libro Italia del 1925 ed il volume Corde al vento del 1927, dal 1929 Hora indirizzò i suoi contenuti lirici ai sentimenti personali ed alle sue esperienze, come nella La tua voce pubblicata nel 1931.
Nella sua ultima fase creativa, Hora si riavvicinò alle problematiche storiche e politiche, in coincidenza con gli eventi tragici dell'occupazione nazista. Una delle opere più significative di questo ultimo periodo fu Patria (1939), nella quale l'autore cantò il suo spirito di libertà e di indipendenza politica e sociale.
Il 22 giugno 1945, il giorno dopo la sua morte, gli fu conferito in memoriam il titolo di artista nazionale. Fu il primo artista insignito di questo titolo.

## Opere

### Poesie
- Básně (1915)
- Strom v květu (1920)
- Pracující den (1920)
- Srdce a vřava světa (1922)
- Bouřlivé jaro (1923)
- Itálie (1925)
- Struny ve větru (1927)
- Mít křídla (1928)
- Tvůj hlas (1931)
- Tonoucí stíny (1933)
- Dvě minuty ticha (1934)
- Tiché poselství (1936)
- Máchovská variace (1936)
- Domov (1938)
- Jan houslista (1939)

### Prose
- Hladový rok (1926)
- Socialistické naděje (1922)
- Dech na skle (1938)